# Parachironomus hazelriggi
Parachironomus hazelriggi är en tvåvingeart som beskrevs av Spies 2000. Parachironomus hazelriggi ingår i släktet Parachironomus och familjen fjädermyggor.
Artens utbredningsområde är Kalifornien. Inga underarter finns listade i Catalogue of Life.